# Collinsia
Collinsia este un gen de plante din familia  Scrophulariaceae.

## Specii
Cuprinde  circa 27 specii.